# Zamek Czocha
Zamek Czocha (dawniej: Czajków, 1329: castrum Caychow, przed 1945  niem.  Burg Tzschocha) – zabytkowy zamek w osadzie Sucha, w gminie Leśna, w powiecie lubańskim nad Zalewem Leśniańskim na rzece Kwisa w polskiej części Łużyc Górnych.
Obronny zamek graniczny posadowiony jest na gnejsowych skałach należących do metamorfiku izerskiego. Najstarszą częścią jest, stojący przy głównych bramach (istnieją dwie, starsza dolna i nowa górna), stołp – później obudowany częścią mieszkalną. Z części mieszkalnej najstarszy jest północny fragment.

## Historia zamku
Powstał jako warownia graniczna na pograniczu śląsko-łużyckim w latach 1241–1247 z rozkazu Piastów śląskich, bądź króla czeskiego Wacława I Przemyślidy. Ze względu na swoje strategiczne położenie często zmieniał przynależność. W 1253 roku zdobyty przez Marchię Brandenburską i przekazany w lenno biskupowi miśnieńskiemu von Weisenow.
W 1319 roku jako posag razem z okolicznymi ziemiami został włączony do księstwa jaworskiego, którym władał Henryk I jaworski. Po śmierci krewnego w 1346 roku przejął go wraz z całym księstwem zmarłego, Bolko II Mały, książę świdnicko-jaworski. Po śmierci księżnej Agnieszki Habsburg, wdowy po Bolku II Małym, na mocy układu o przeżycie z cesarzem niemieckim Karolem IV Luksemburskim znalazł się w granicach Korony Czeskiej. W latach 1389–1453 znajdował się w dobrach rycerskich rodów von Dohn i von Klüks. W latach 1451–1700 zamek był własnością łużyckiego rodu von Nostitz. Na początku XV wieku bezskutecznie oblegany przez husytów, ostatecznie w 1427 roku zdobyty przez oddział Czirnina pod nieobecność właścicieli, krótko później odbity.
Zamek pod polską nazwą Czocha w książce pt. Krótki rys jeografii Szląska dla nauki początkowej wydanej w Głogówku w 1847 wymienił górnośląski nauczyciel i pisarz Józef Lompa, który notuje, że w owym czasie był to „zamek spustoszały”.
Kupiony w 1909 roku przez drezdeńskiego producenta wyrobów tytoniowych (cygar) Ernsta Gütschowa za 1,5 mln marek, w latach 1912–1920 został przebudowany przez znanego architekta berlińskiego Bodo Ebhardta zgodnie z wyglądem zachowanym na rycinie z 1703 roku. Podczas przebudowy zniszczono jednak wiele najstarszych fragmentów kompleksu. W dawnej fosie urządzono zwierzyniec. Ernst Gütschow utrzymywał dobre stosunki z dworem carskim, a po rewolucji z rosyjskimi emigrantami, od których skupował różne przedmioty o wysokiej wartości artystycznej. W zamku mieszkał do marca 1945 roku. Opuścił zamek, zostawiając najcenniejszą część wyposażenia. Przyjmuje się, że w latach II wojny światowej w zamku mieściła się szkoła szyfrantów Abwehry, jednak brak na to dowodów.
Po II wojnie światowej zamek znalazł się w granicach Polski i przechodził różne koleje losu. Był wielokrotnie okradany z mebli i wyposażenia przez Sowietów. Część zbiorów bibliofilskich została zabrana podczas akcji rewindykacyjnych do Wrocławia. W ostatnich latach dominowała sensacyjna teza, że największej kradzieży dopuścił się 1 lutego 1946 roku burmistrz Leśnej, Kazimierz Lech, wspólnie z Krystyną von Saurma, bibliotekarką zamkową, która odkryła zamkowy schowek, wywożąc pełną ciężarówkę mienia zamkowego: (insygnia koronacyjne Romanowów, 60 popiersi carów rosyjskich, 100 ikon, zastawy porcelanowe, biżuterię, obrazy), z którą udało mu się przedostać do amerykańskiej strefy okupacyjnej. Ostatecznie teza ta została obalona, albowiem ikony zostały zabrane do składnicy rewindykacyjnej w Jeleniej Górze, a stamtąd trafiły do Warszawy. Następnie w zamku przez krótki czas mieszkali uchodźcy z Grecji, którzy w sali rycerskiej trzymali zwierzęta gospodarskie, dopełniając tym samym dzieła dewastacji. Od 1952 roku mieścił się tam Wojskowy Dom Wczasowy i z tego powodu budowla miała charakter utajniony, tj. nie występowała na mapach. Od września 1996 roku publicznie dostępny jako ośrodek hotelowo-konferencyjny. Podczas ferii zimowych oraz wakacji letnich w zamku odbywają się tematyczne kolonie dla dzieci i młodzieży.
Właścicielem obiektu jest AMW REWITA Sp. z o.o. należąca do Agencji Mienia Wojskowego.

## Film
Zabudowania zamku zostały wykorzystane przy kręceniu filmów: Gdzie jest generał?, Dolina szczęścia, Wiedźmin, Legenda, Poza Lasem Sherwood (Beyond Sherwood Forest), Fabryka Zła i seriali:  Tajemnica twierdzy szyfrów, Dwa światy (Spellbinder), Święta wojna  i Pierwsza miłość.

## Herby
W zamku znajduje się kilka herbów:
- nad portalem pierwszej bramy na dolny dziedziniec w zachodniej części kartusz z herbem von Nostiz[15][16]
- nad portalem głównego wejścia do zamku von: Nostitz i Debschitz (liść), poniżej w zworniku von Üchtritz[17]
- na ścianie przedstawiający lwa w koronie[18]
- von: Nostiz[19] i Seydlitz[20] i Seydlitz
- von Gütschow:
  - w kamieniu na głównej bramie[21]
  - na witrażu Eduarda Stritta (1870–1937)[19]

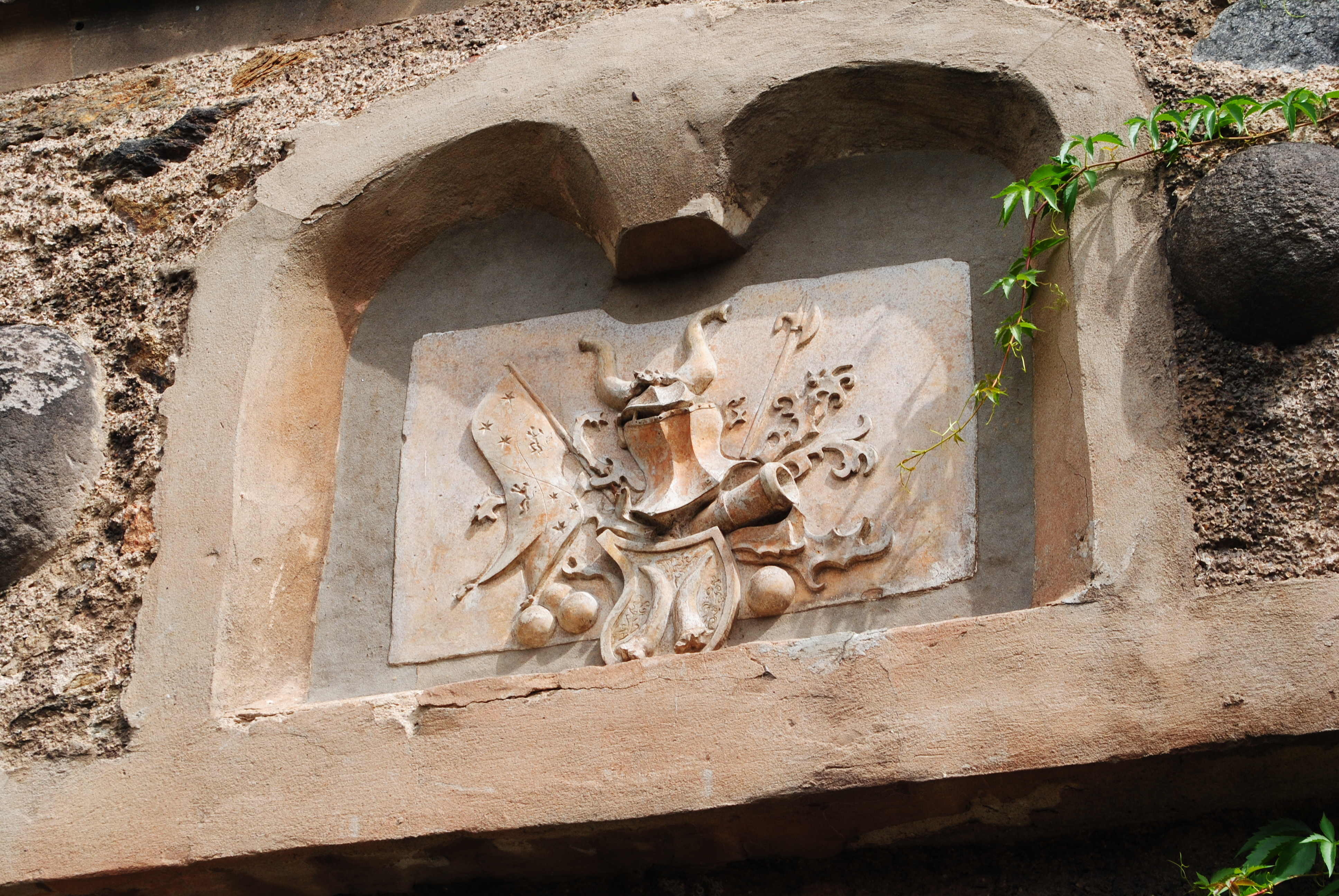
Herb Nostiz
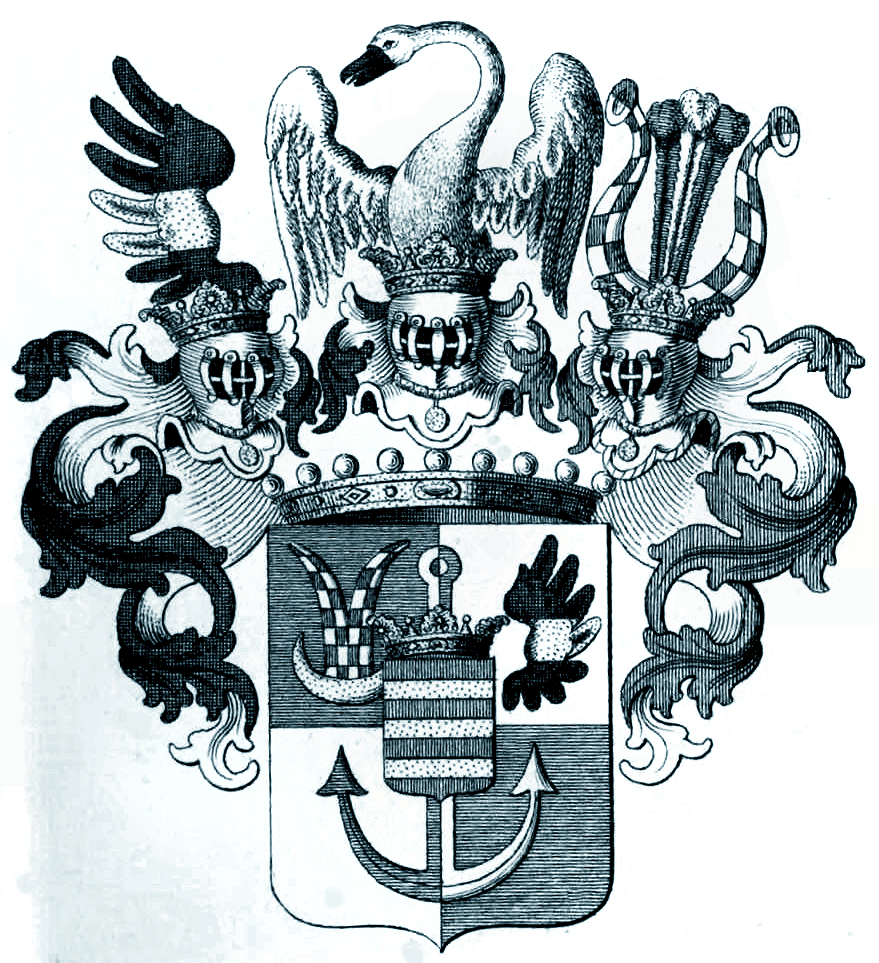
Herb Nostiz
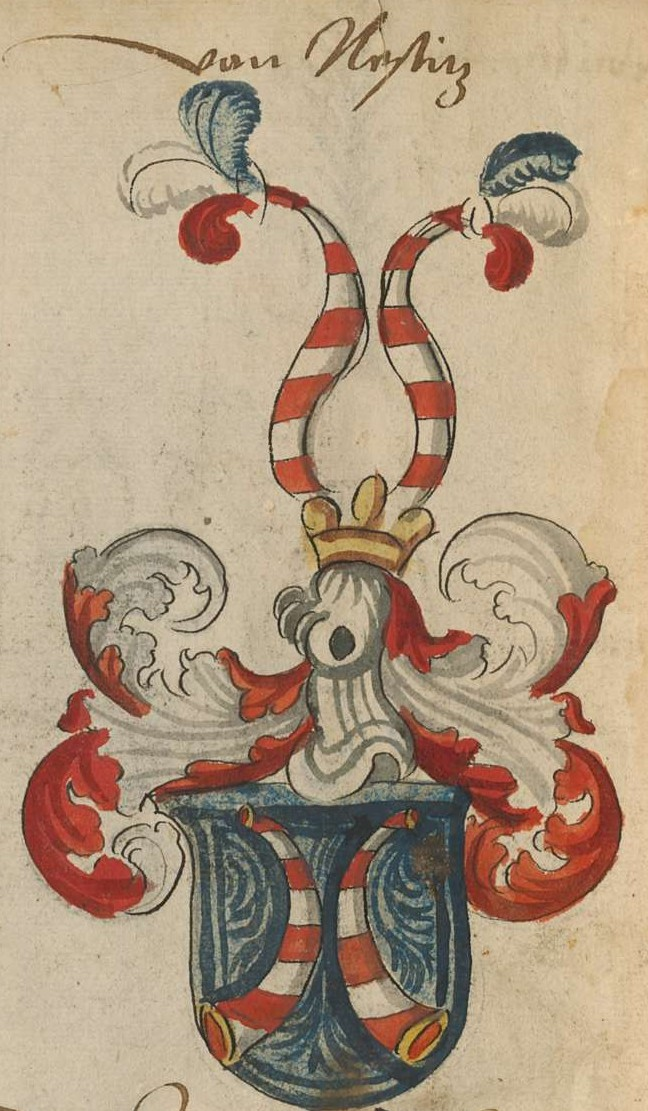
Herb von Nostiz
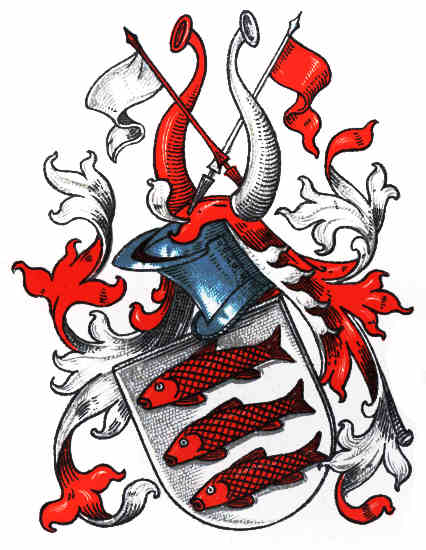
Seidlitz
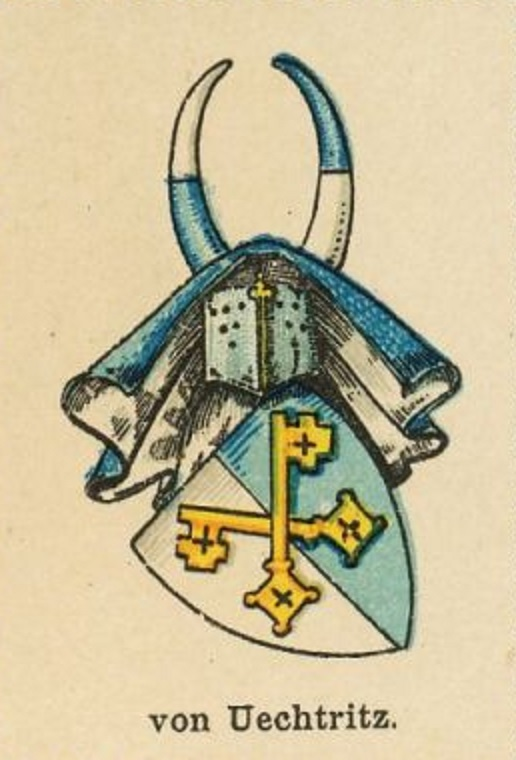
Üchtritz
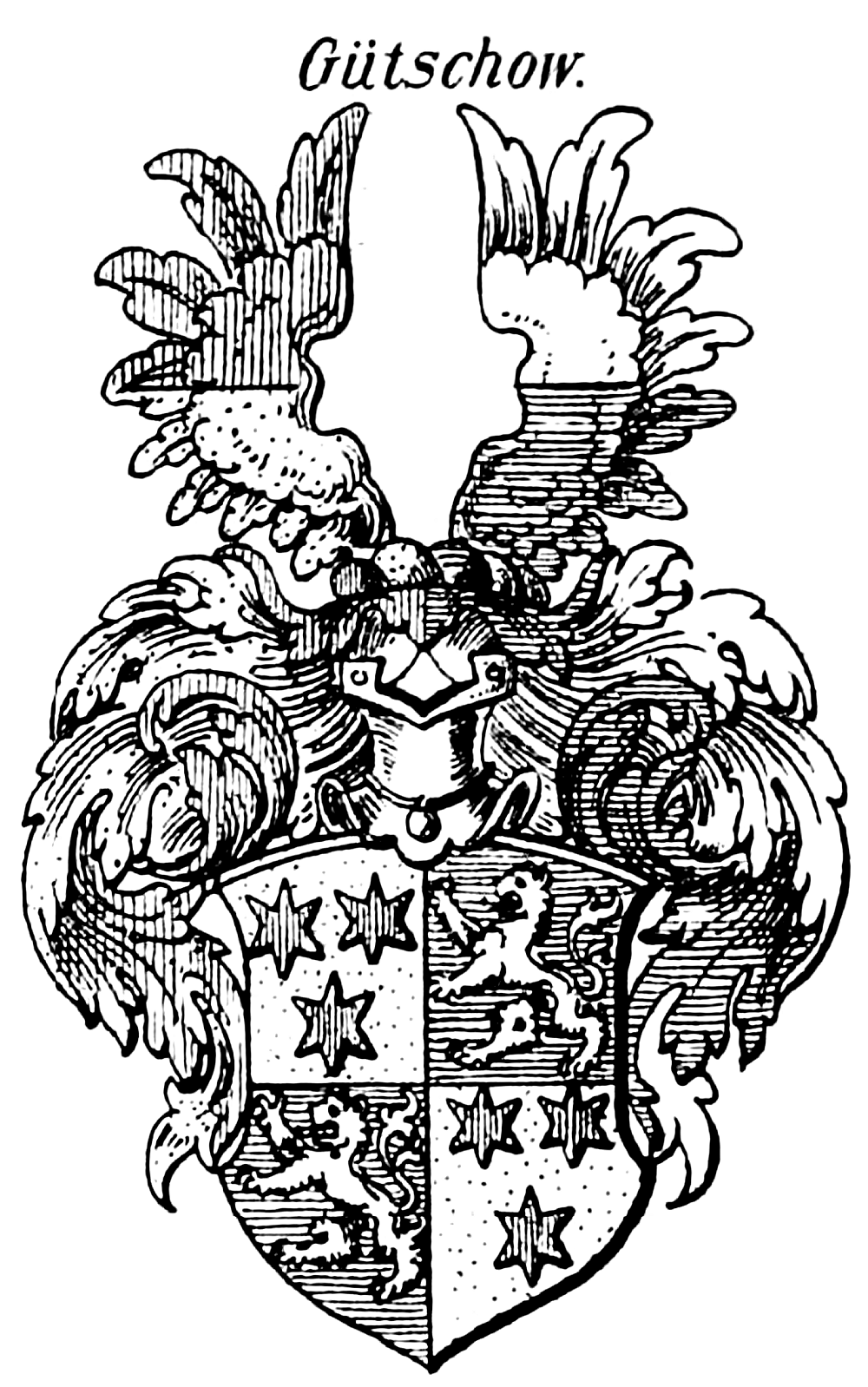
Gütschow
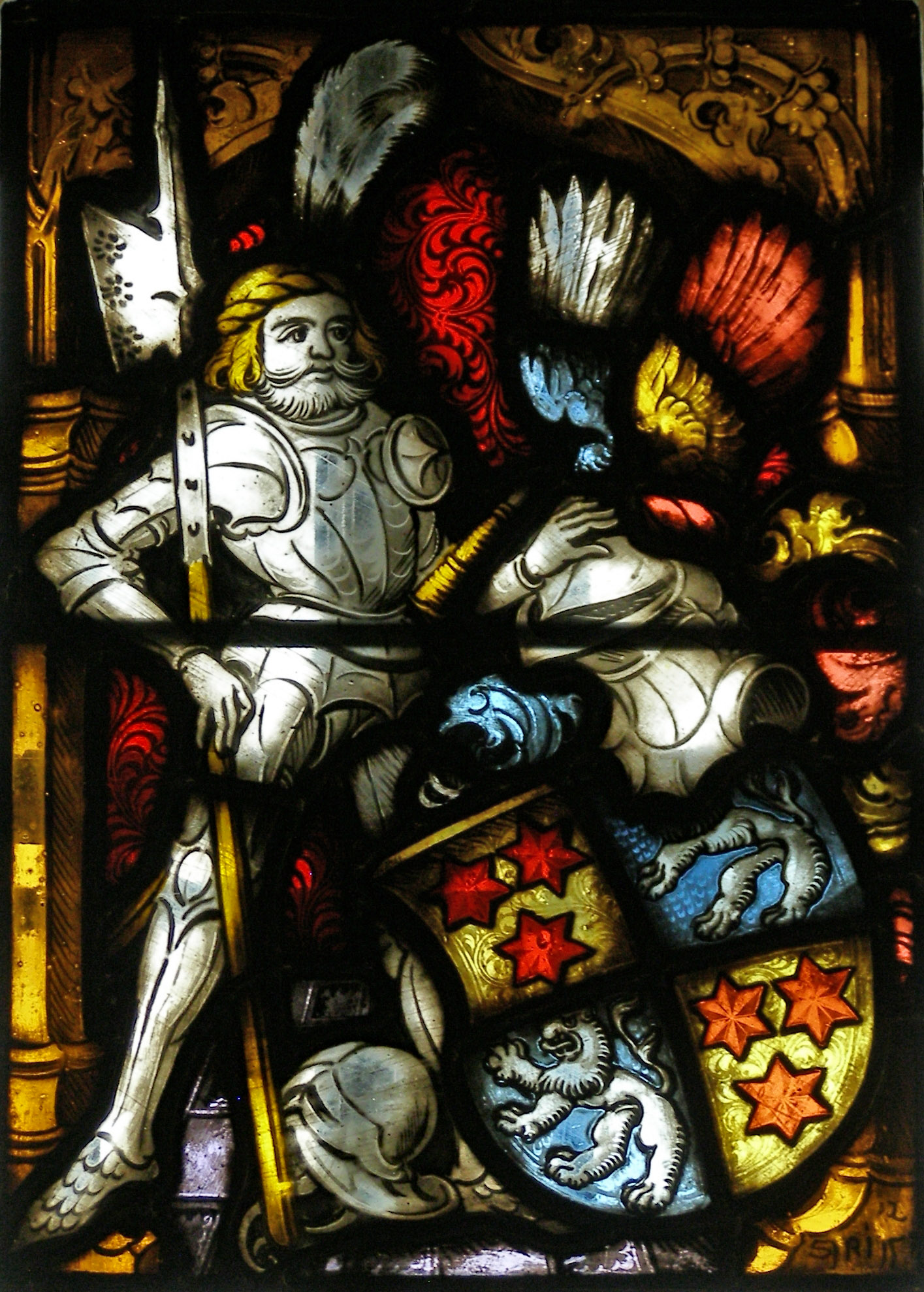
Witraż E. Stritta z herbem Gütschow
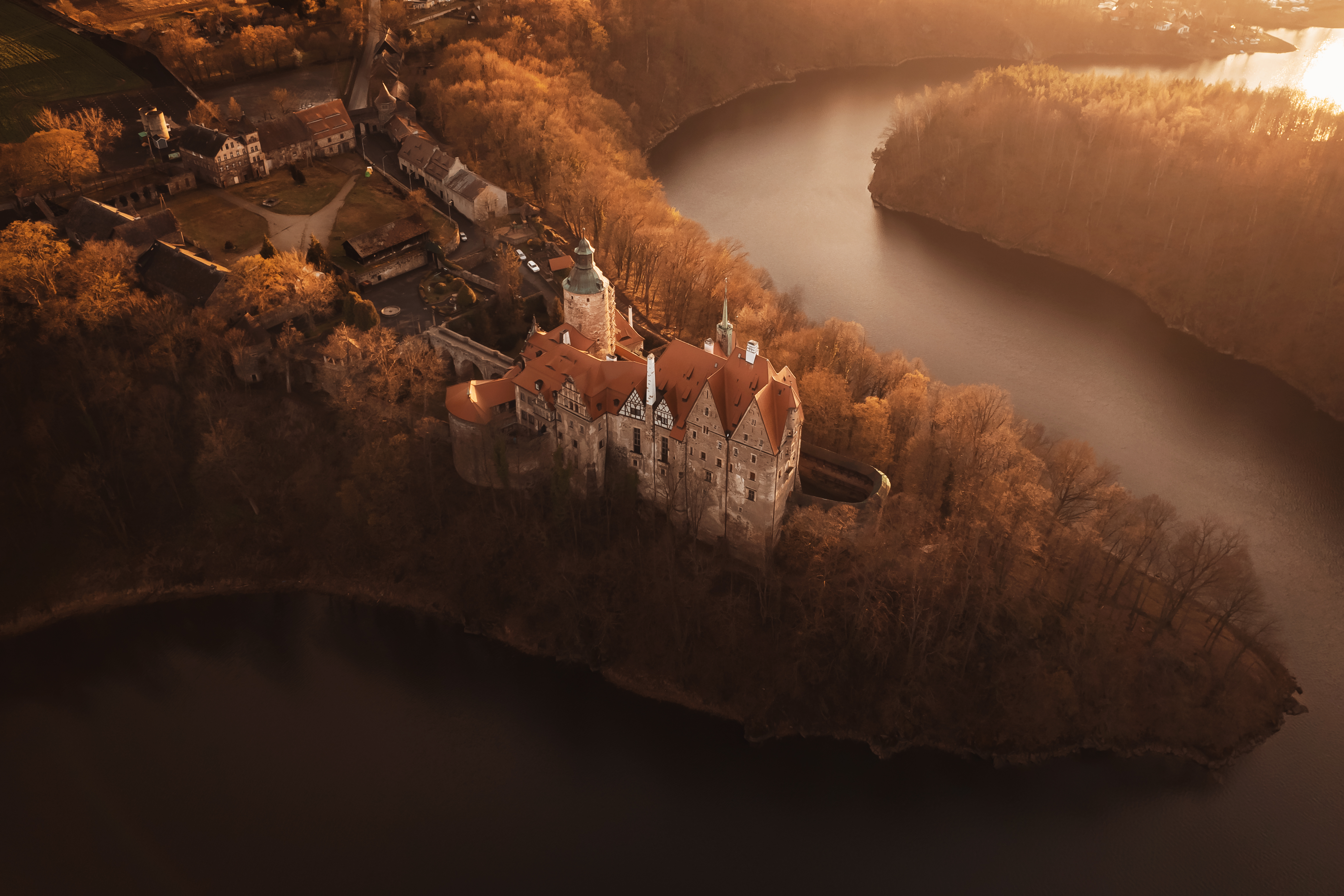
Zamek Czocha
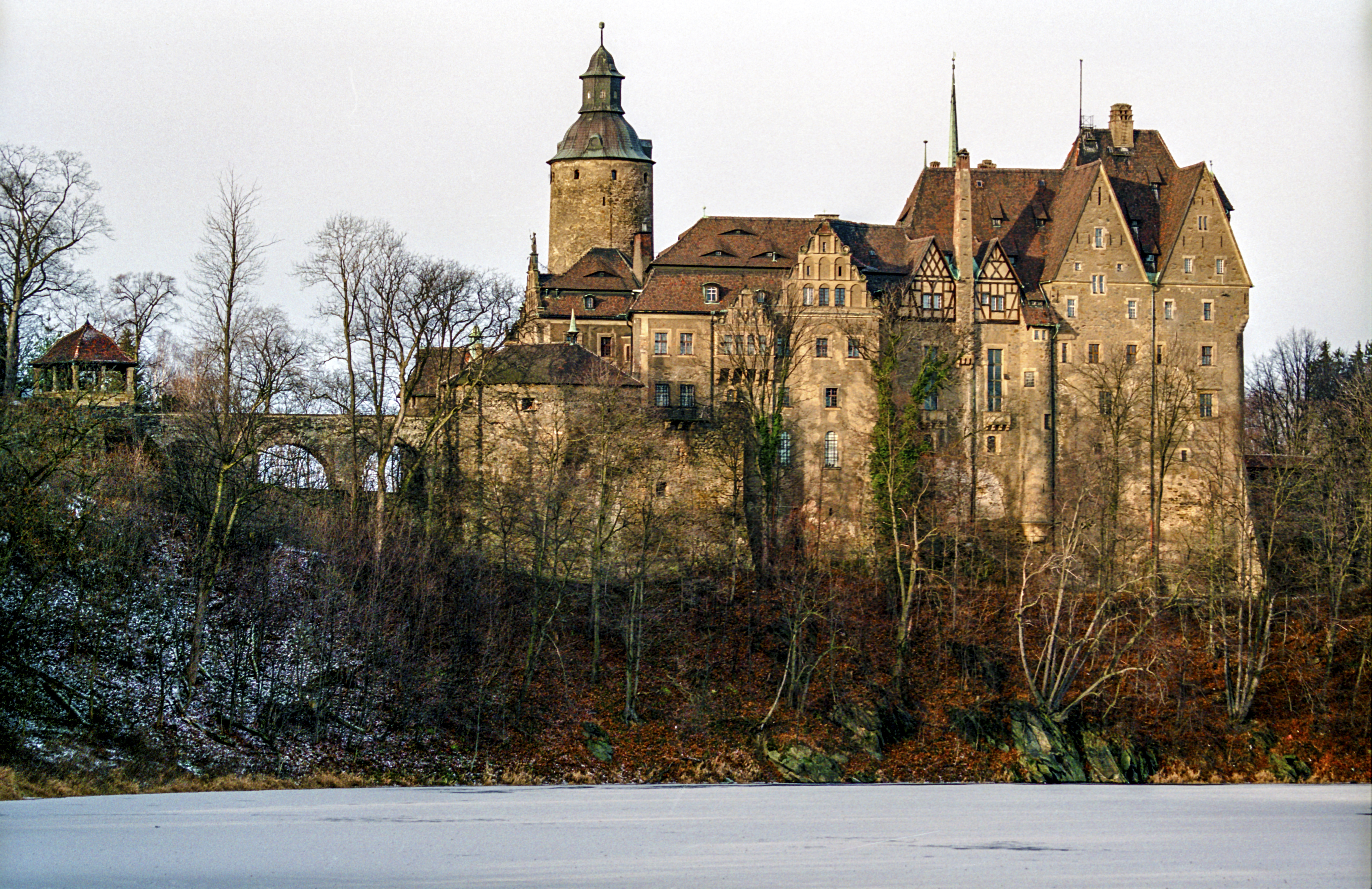
Panorama zimowa
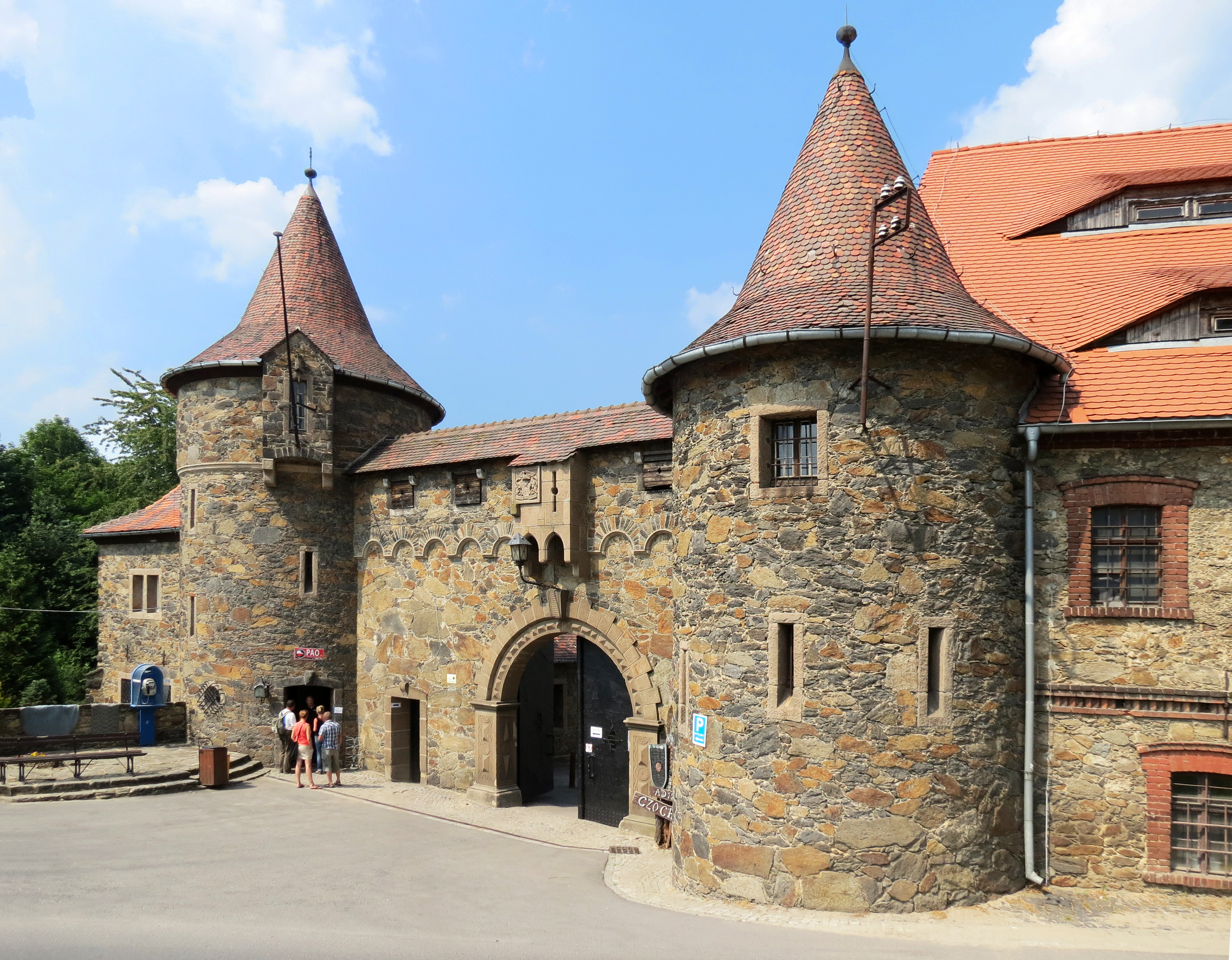
Budynek bramy
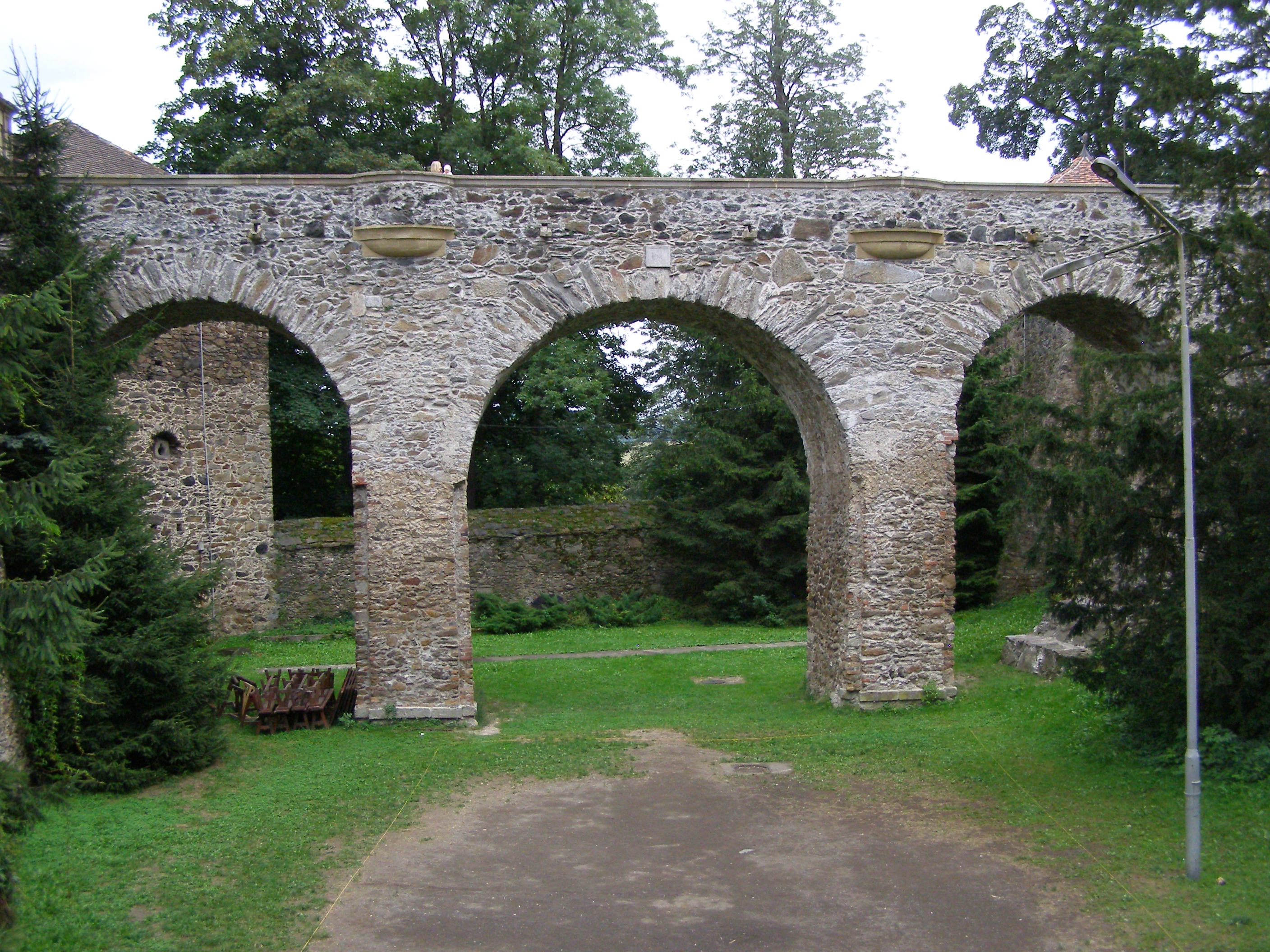
Fosa zamkowa z mostem
Mapa zamku z 1714)